# Tagami
Tagami (田上町?) è una cittadina giapponese della prefettura di Niigata.